# NFL 1962
Die NFL-Saison 1962 war die 43. Saison der National Football League (NFL), der damals, zusammen mit der American Football League (AFL), höchsten Footballliga der Vereinigten Staaten. Die Regular Season dauerte vom 15. September bis zum 16. Dezember.
NFL-Champion wurden die Green Bay Packers, die am 30. Dezember im NFL Championship Game durch einen 16:7-Sieg gegen die New York Giants ihren Titel verteidigten.

## Regular Season
Im Westen setzten sich, wie in der Vorsaison, die Green Bay Packers vor den Detroit Lions durch. Drei Spieltage vor Schluss hatten die bis dahin noch ungeschlagenen Packers bei den Lions die Chance, sich vorentscheidend abzusetzen. Die Packers konnten die Chance nicht nutzen, so dass die Lions ihrerseits bis auf einen Sieg an die Packers herankamen und das Rennen um die Meisterschaft bis zum Schluss offen hielten. Im Osten führten zunächst die Washington Redskins die Conference an und waren bis zum sechsten Spieltag ungeschlagener Spitzenreiter. Danach konnten die Redskins allerdings nur noch ein Spiel gewinnen und mussten so die New York Giants ziehen lassen, die bereits zwei Spieltage vor Schluss als Sieger feststanden.
| Western Conference  |    |   |    |       |     |     |
| Team                | S  | U | N  | SQ 1  | P+  | P−  |
| Green Bay Packers   | 13 | 0 | 1  | 0,929 | 415 | 148 |
| Detroit Lions       | 11 | 0 | 3  | 0,786 | 315 | 177 |
| Chicago Bears       | 9  | 0 | 5  | 0,643 | 321 | 287 |
| Baltimore Colts     | 7  | 0 | 7  | 0,500 | 293 | 288 |
| San Francisco 49ers | 6  | 0 | 8  | 0,429 | 282 | 331 |
| Minnesota Vikings   | 2  | 1 | 11 | 0,154 | 254 | 410 |
| Los Angeles Rams    | 1  | 1 | 12 | 0,077 | 220 | 334 |

| Eastern Conference  |    |   |    |       |     |     |
| Team                | S  | U | N  | SQ 1  | P+  | P−  |
| New York Giants     | 12 | 0 | 2  | 0,857 | 398 | 283 |
| Pittsburgh Steelers | 9  | 0 | 5  | 0,643 | 312 | 363 |
| Cleveland Browns    | 7  | 1 | 6  | 0,538 | 291 | 257 |
| Washington Redskins | 5  | 2 | 7  | 0,417 | 305 | 376 |
| Dallas Cowboys      | 5  | 1 | 8  | 0,385 | 398 | 402 |
| St. Louis Cardinals | 4  | 1 | 9  | 0,308 | 287 | 361 |
| Philadelphia Eagles | 3  | 1 | 10 | 0,231 | 282 | 356 |

 Teilnahme Championship Game
 Teilnahme Playoff Bowl

## Post Season
Im NFL Championship Game trafen am 30. Dezember 1962 wie im Vorjahr die New York Giants und die Green Bay Packers aufeinander, mit dem Unterschied, dass die Giants Gastgeber waren. Die Packers konnten ihren Titel mit einem 16:7-Sieg im Yankee Stadium erfolgreich verteidigen. Zum MVP des Spiels wurde Linebacker Ray Nitschke gewählt, der einem abgewehrten Pass und zwei eroberten Fumbles, die jeweils zu Punkten führten, maßgeblich zum Sieg beitrug.
|                                   |                                              |  | NFL Championship Game |                          |                   |  |                                  |
|                                   | New York 30. Dezember 1962 14:05 Uhr (UTC−5) |  | New York Giants       | \| \| 7 : 16 \| \| \| \| | Green Bay Packers |  | Yankee Stadium Zuschauer: 64.892 |
| (0:3, 0:7, 7:3, 0:3) Spielbericht | New York 30. Dezember 1962 14:05 Uhr (UTC−5) |  | New York Giants       |                          | Green Bay Packers |  | Yankee Stadium Zuschauer: 64.892 |
|                                   | 7 : 16                                       |  |                       |                          |                   |  |                                  |
|                                   |                                              |  |                       |                          |                   |  |                                  |